# 让·奥古斯特·多米尼克·安格尔
让·奥古斯特·多米尼克·安格尔（法語：Jean Auguste Dominique Ingres，法語發音：[ʒɑ̃ oɡyst dɔminik ɛ̃ɡʁ]；1780年8月29日—1867年1月14日）是法国画家，新古典主义画派的最后一位代表人物，他和浪漫主义画派的杰出代表欧仁·德拉克罗瓦之间的著名争论震动了整个法国画坛。
安格尔的画风线条工整，轮廓确切，色彩明晰，构图严谨，对后来许多画家如德加、雷诺阿、甚至毕加索都有影响。

## 生平
安格尔出生于法国南部加龙河上游的塔恩-加龙省首府蒙托邦，父亲是一位肖像画家和音乐家，是他的艺术启蒙教师，1791年他入图卢兹学院学习绘画；1797年到巴黎进入古典主义画派的主要代表人雅克-路易·大卫的画室；1799年考入美术学院油画系；1801年获一等罗马奖；1806年到罗马设画室，创作了大量的作品；1820年迁到佛罗伦萨，接受了大批肖像画的订作；1824年回到巴黎，立即获得很高荣誉；1825年被选为法蘭西學院院士；1829年任美术学院院长；1835年再次回到罗马，创作了一系列肖像素描和油画；1841年回巴黎，继续创作多幅巨作。
安格尔一生最崇拜拉斐尔和古代大师，直到逝世前还在研究拉斐尔的作品，其最后一件作品就是根据乔托的构图画的。他的主要作品有《土耳其浴女》、《泉》、《路易十三世的宣誓》、《奧德利斯克與奴隸》以及一系列肖像画和大量的素描，还有类似中国画白描的只用线描钩轮廓的作品。
安格尔的声誉如日中天时，也正是古典主义面临终结，浪漫主义崛起的时代，他和新生的浪漫主义代表人德拉克罗瓦之间发生许多次辩论，浪漫主义强调色彩的运用，古典主义则强调轮廓的完整和构图的严谨，安格尔把持的美术学院对新生的各种画风嗤之以鼻，形成学院派风格。
安格尔生前享有很大的声誉，死后安葬在巴黎著名的拉雪兹神父公墓。

## 畫廊

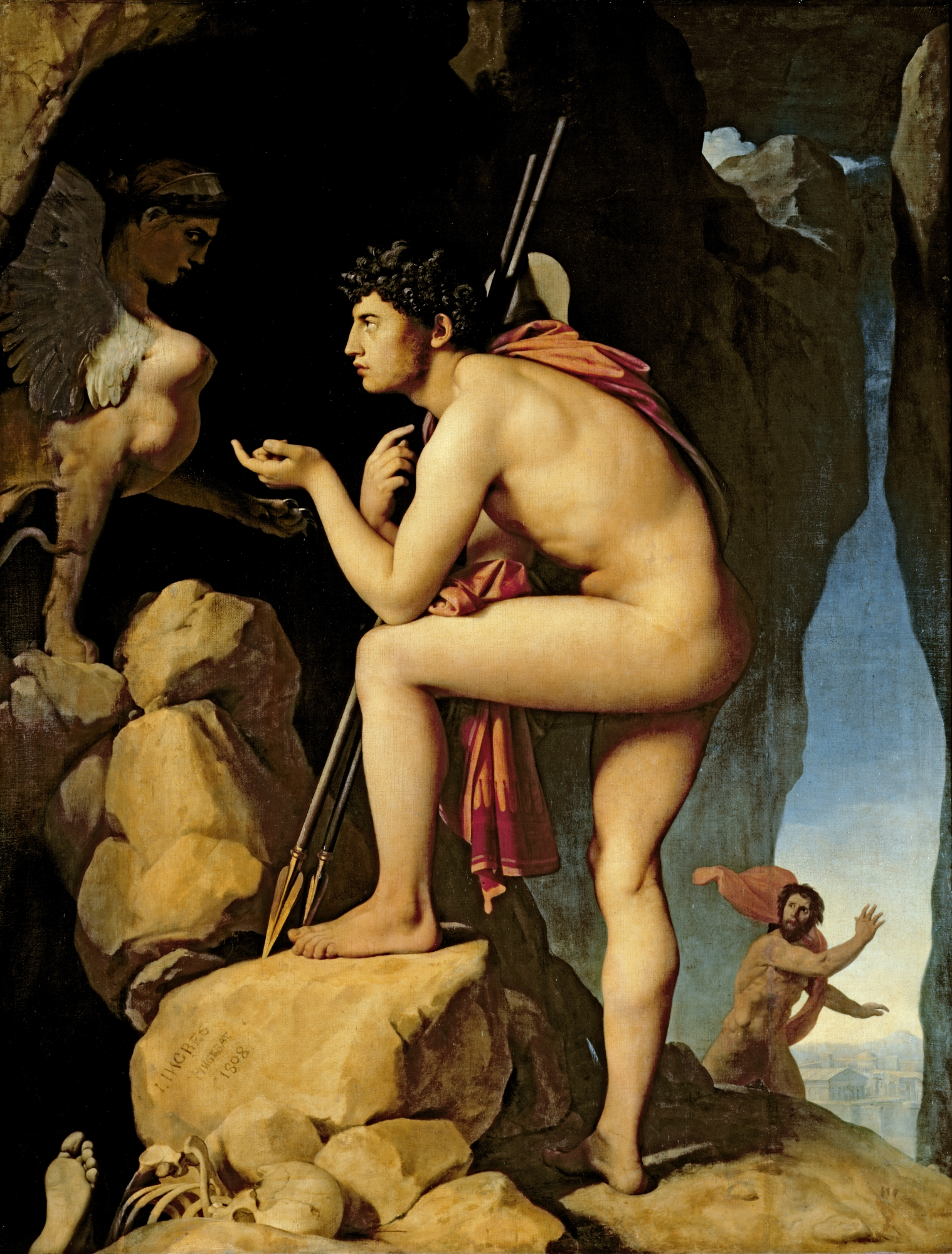
《俄狄浦斯和斯芬克斯》（Oedipus and the Sphinx），1808年，收藏於羅浮宮
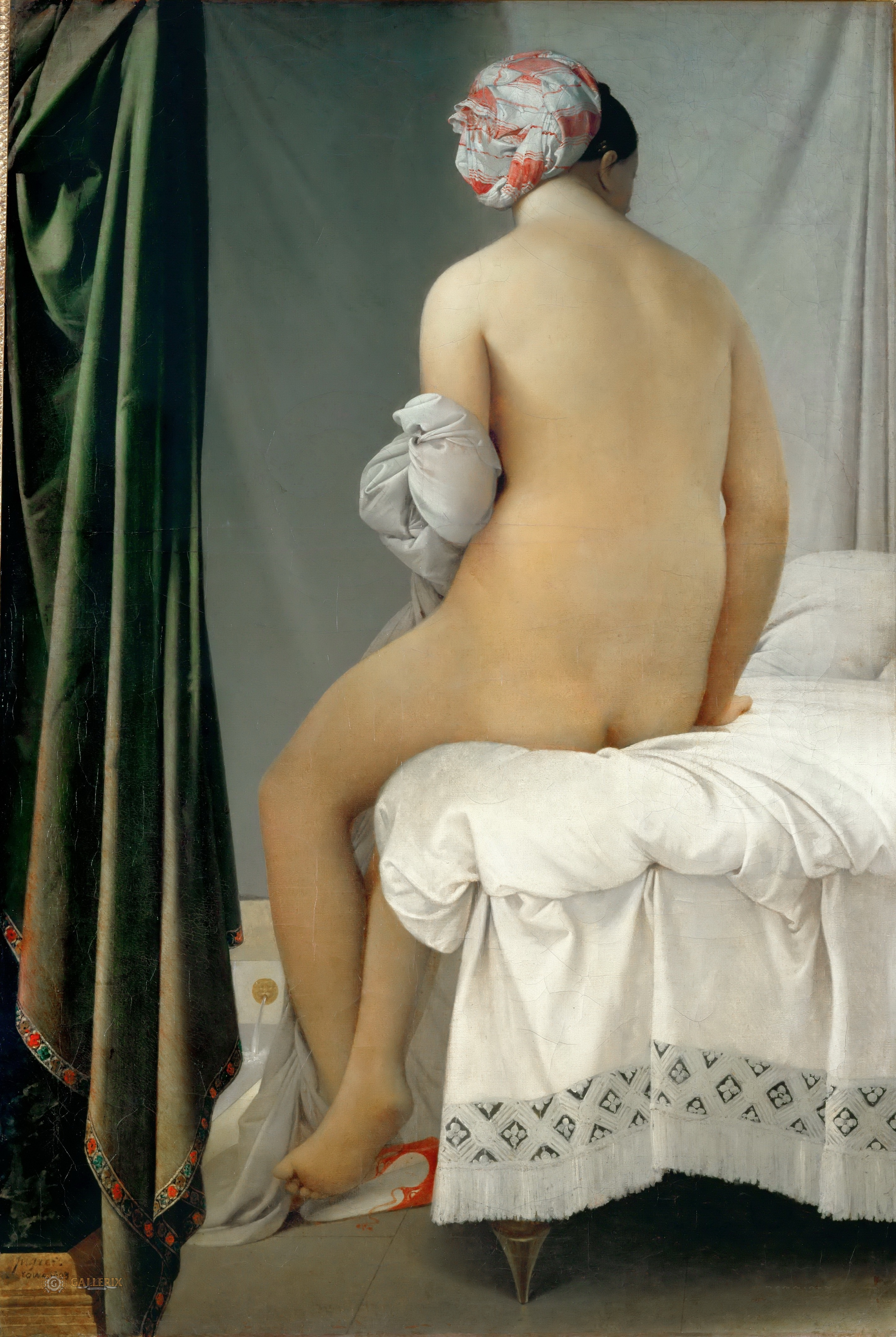
《瓦平松的浴女》（The Bather），1808年，收藏於羅浮宮
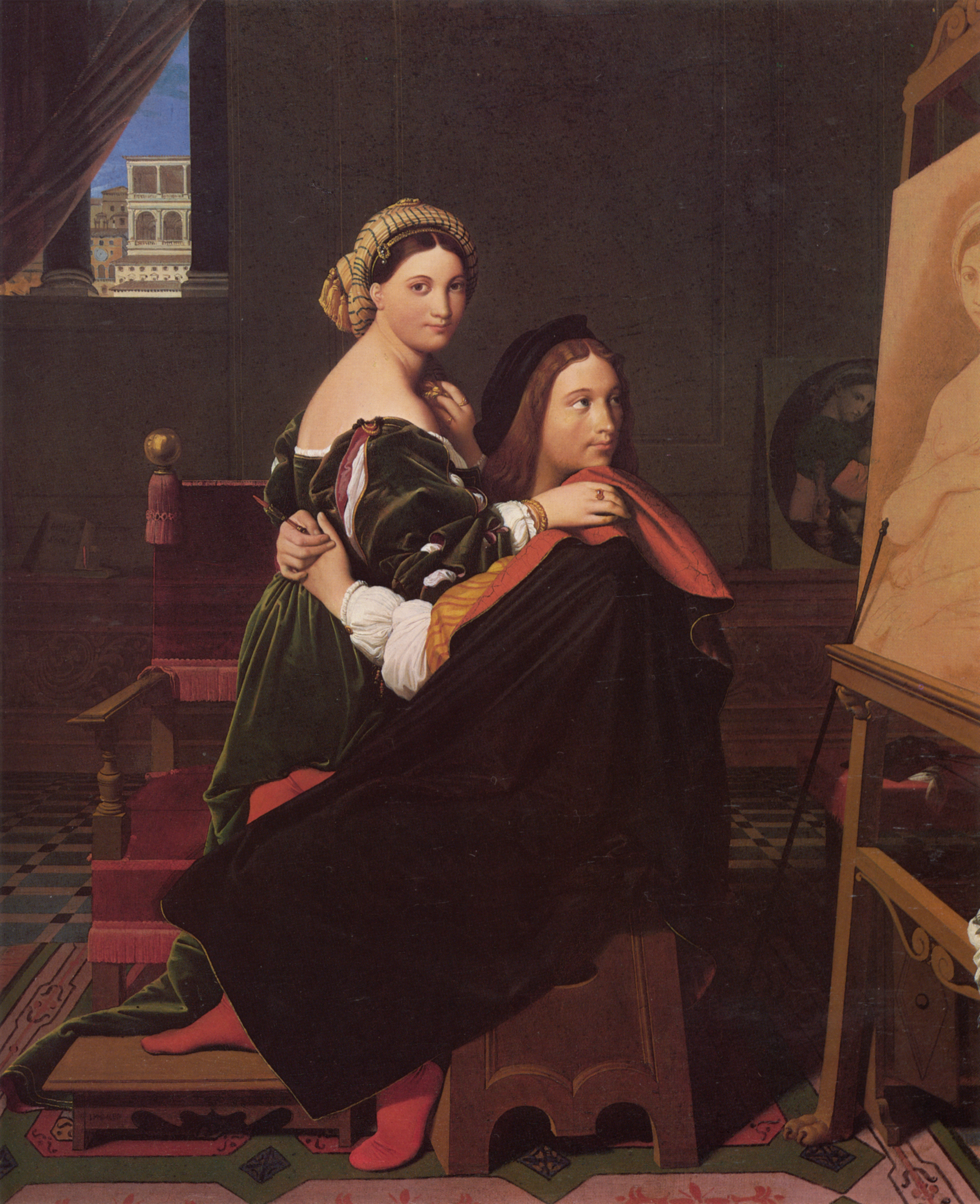
《拉斐爾和弗馬里娜》（Raphael and the Fornarina），1811年—1812年，收藏於美國麻州劍橋哈佛大學費哥美術館
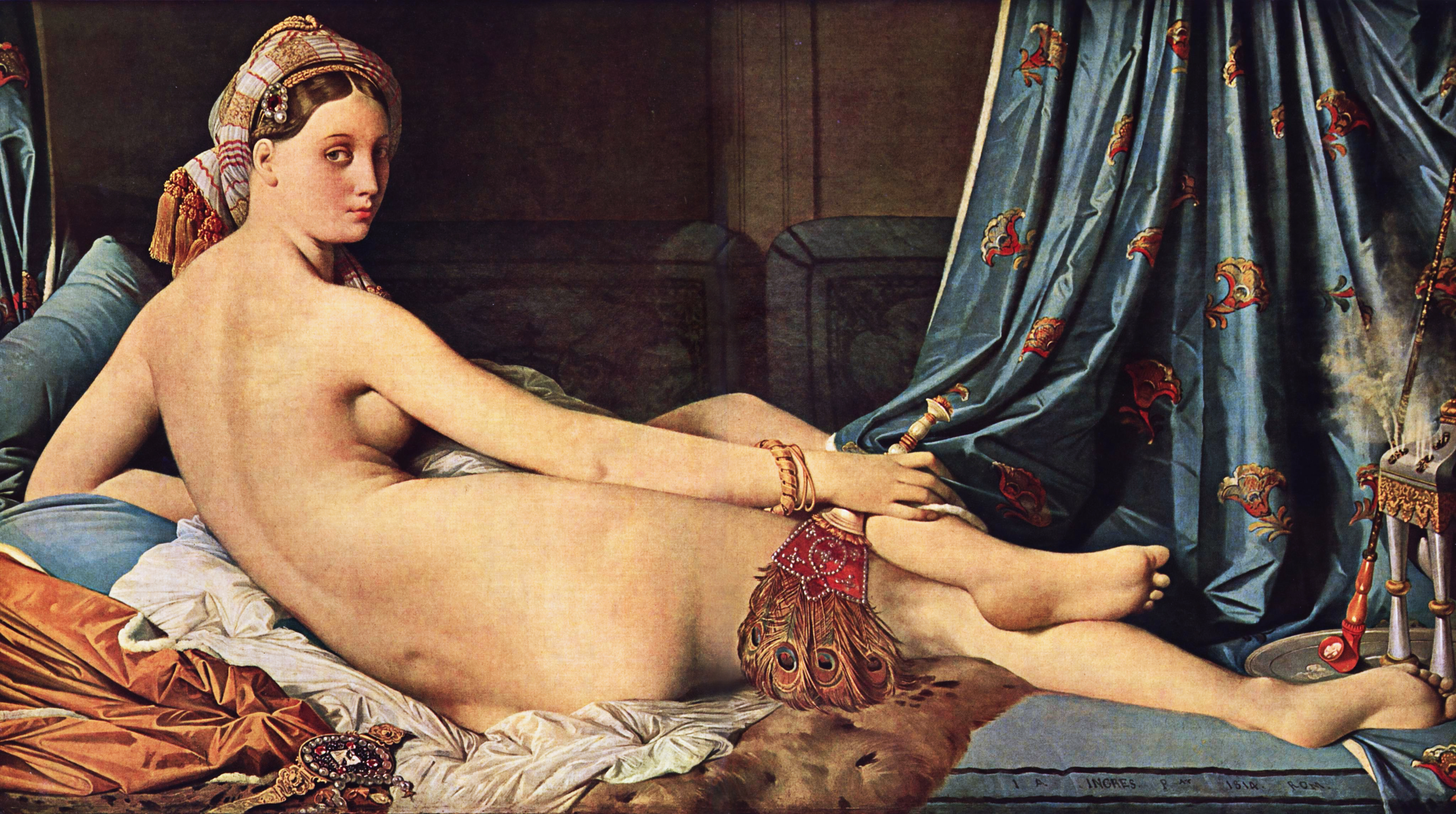
《大宮女》（The Grand Odalisque），1814年，收藏於羅浮宮
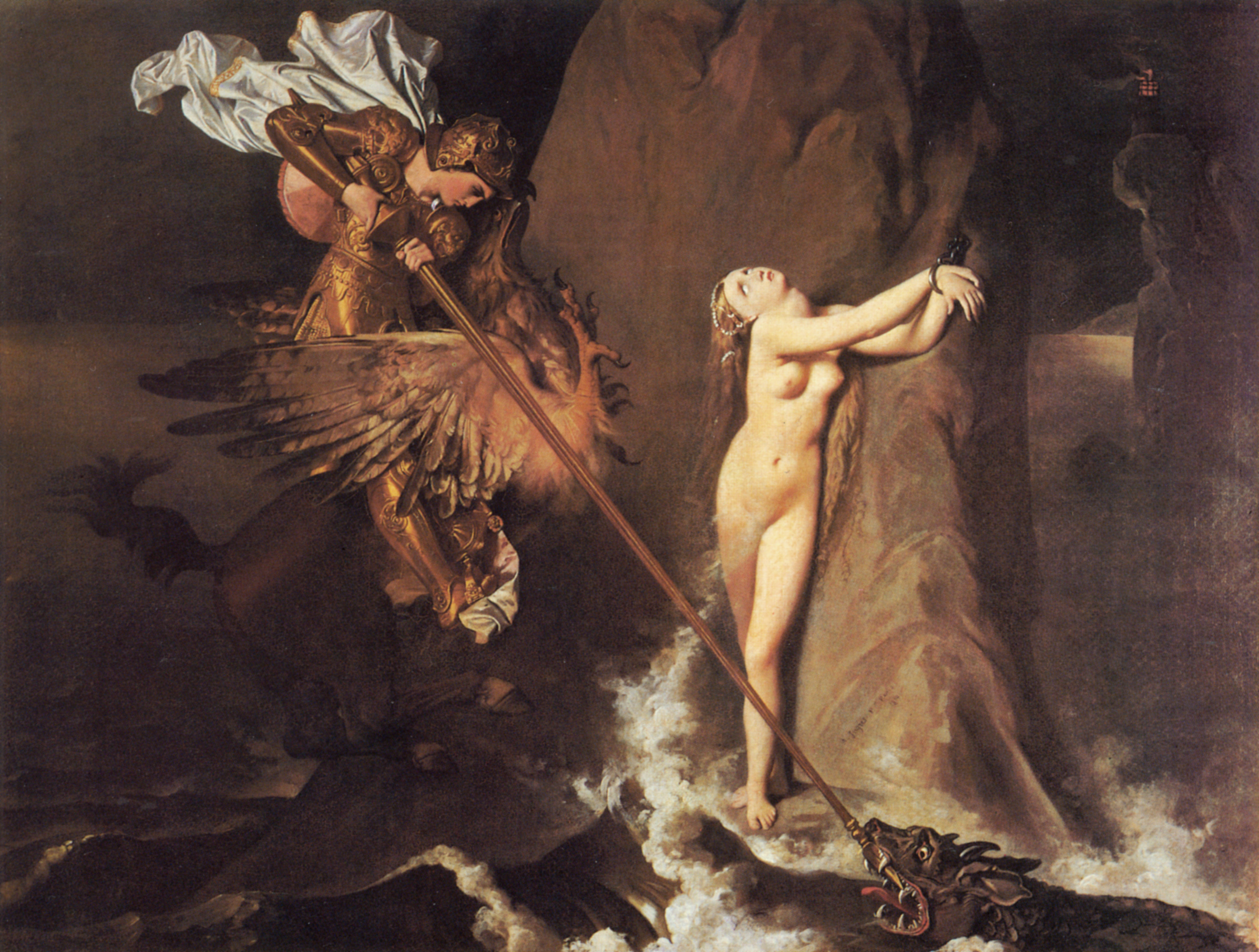
《營救安潔麗卡的羅傑》（Rudiger Freeing Angelica），1819年，收藏於羅浮宮
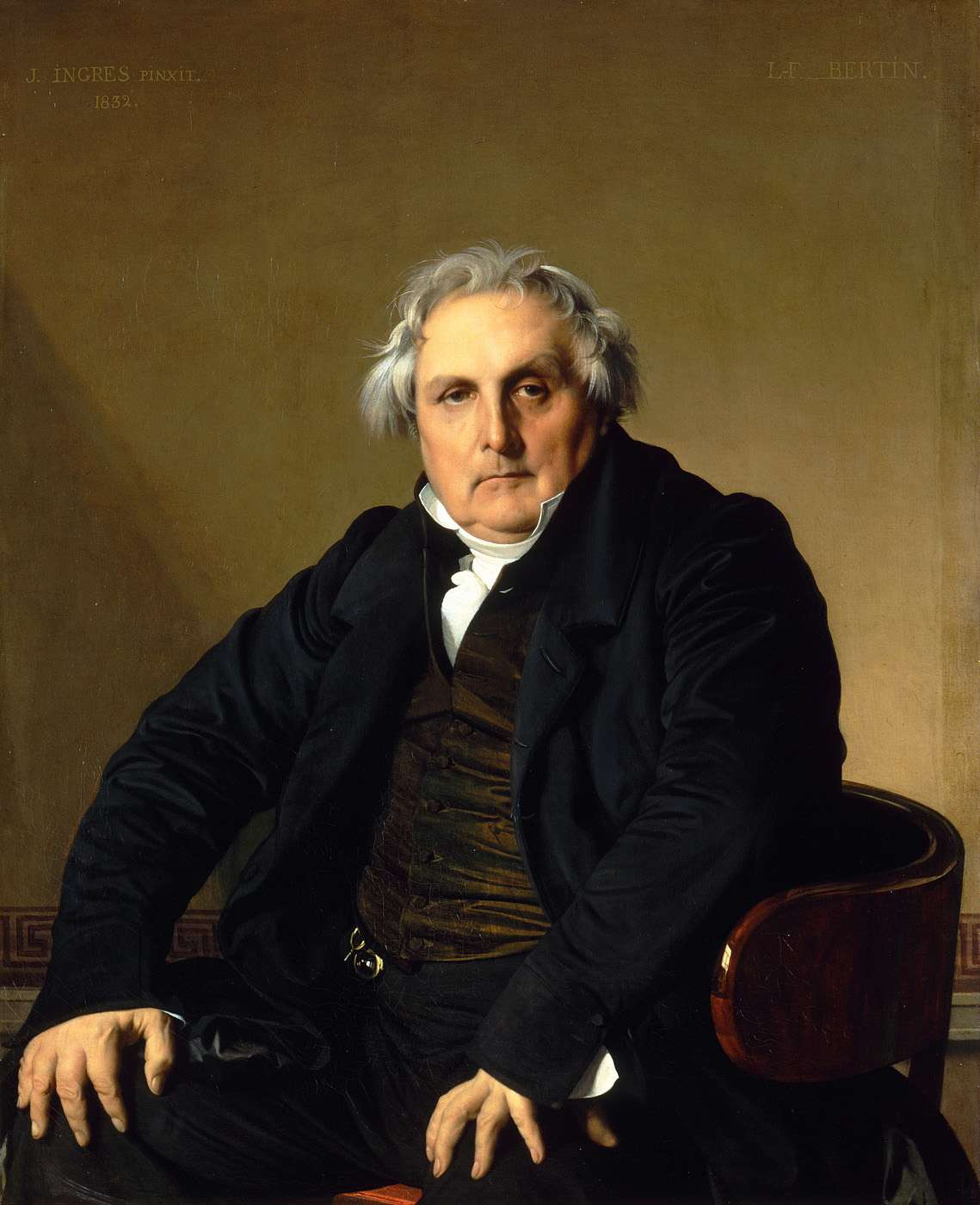
《路易·伯坦像》（Louis-Francois Bertin），1832年，收藏於羅浮宮
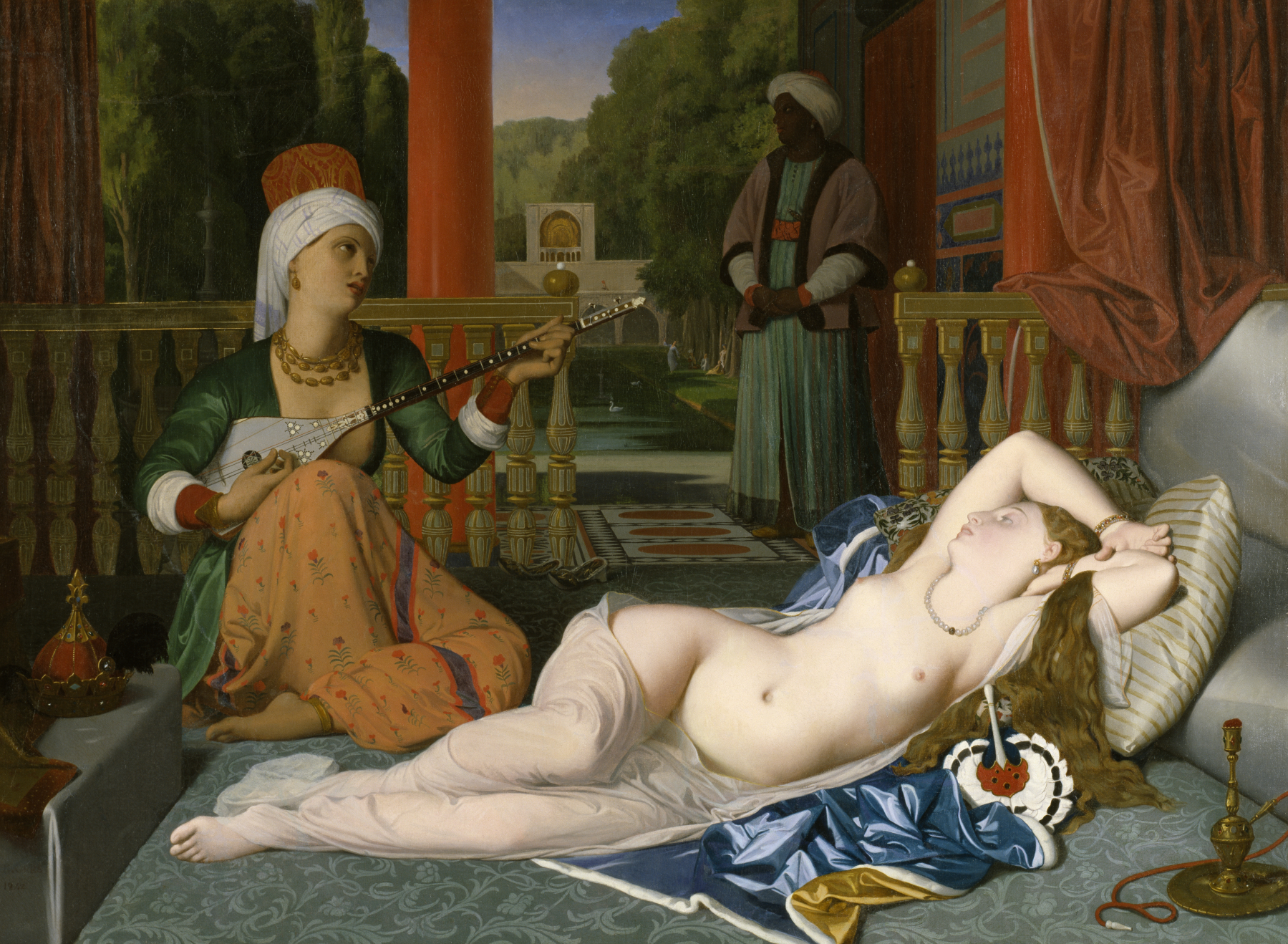
《宮女和奴僕》（Odalisque with a Slave），1840年，收藏於美國麻州劍橋哈佛大學費哥美術館
《聖女貞德在查理七世的加冕典禮上》（ Joan of Arc at the Coronation of Charles VII），1854年，收藏於羅浮宮
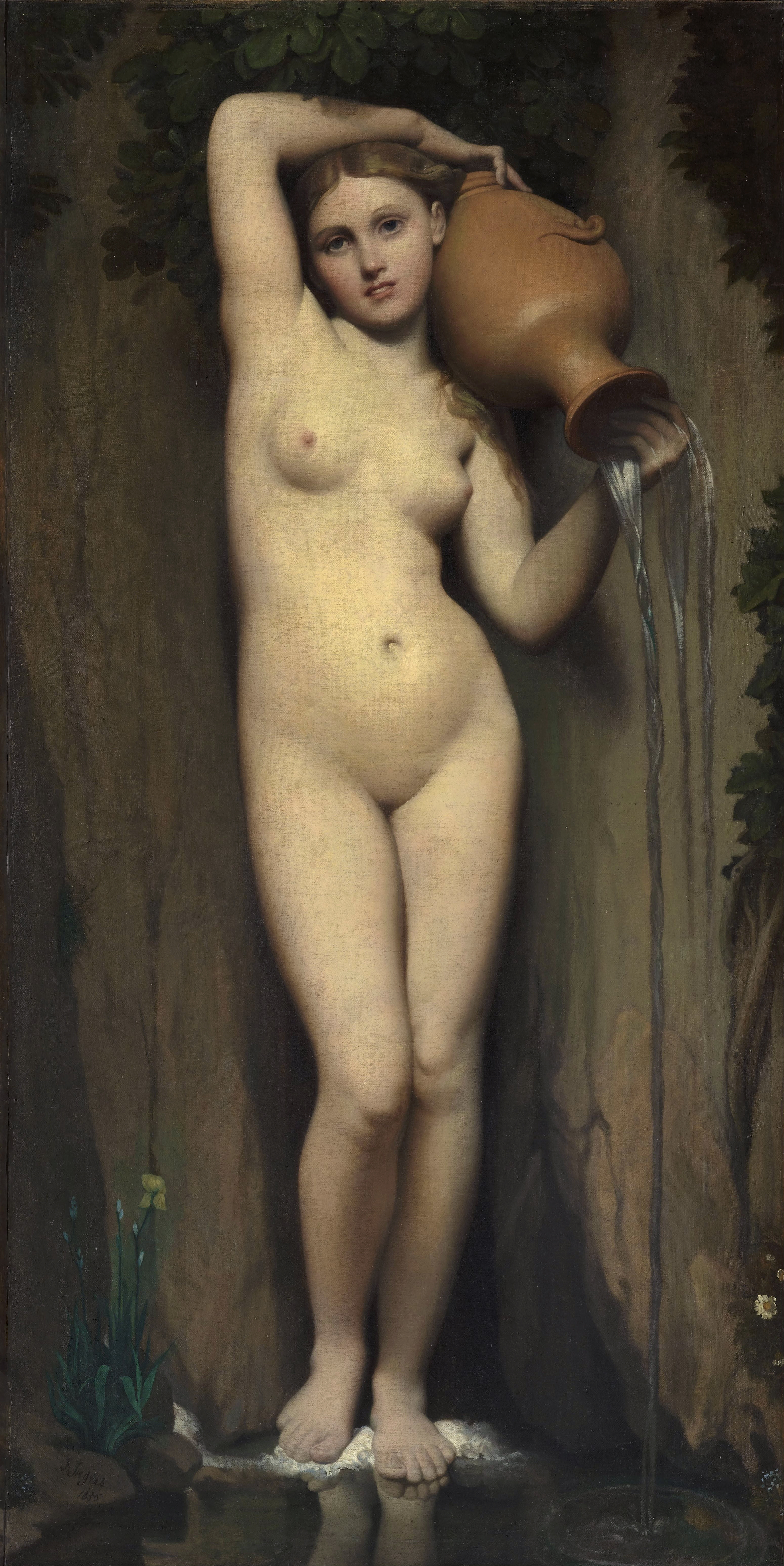
《泉》（The Source），1856年，收藏於奧塞美術館
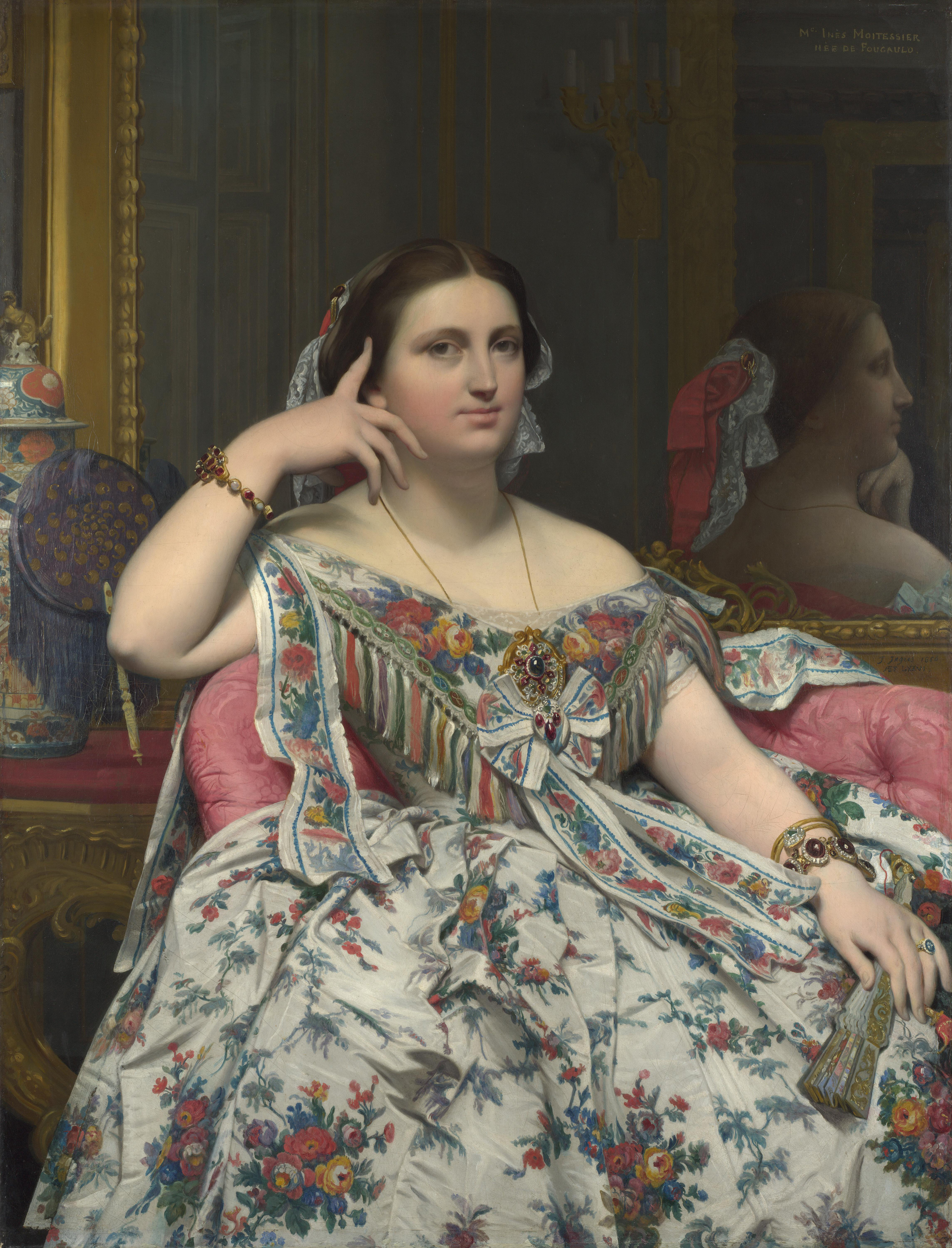
《靜坐的墨瓦特雪夫人》（Madame Moitessier Seated），1856年，收藏於英國國家美術館
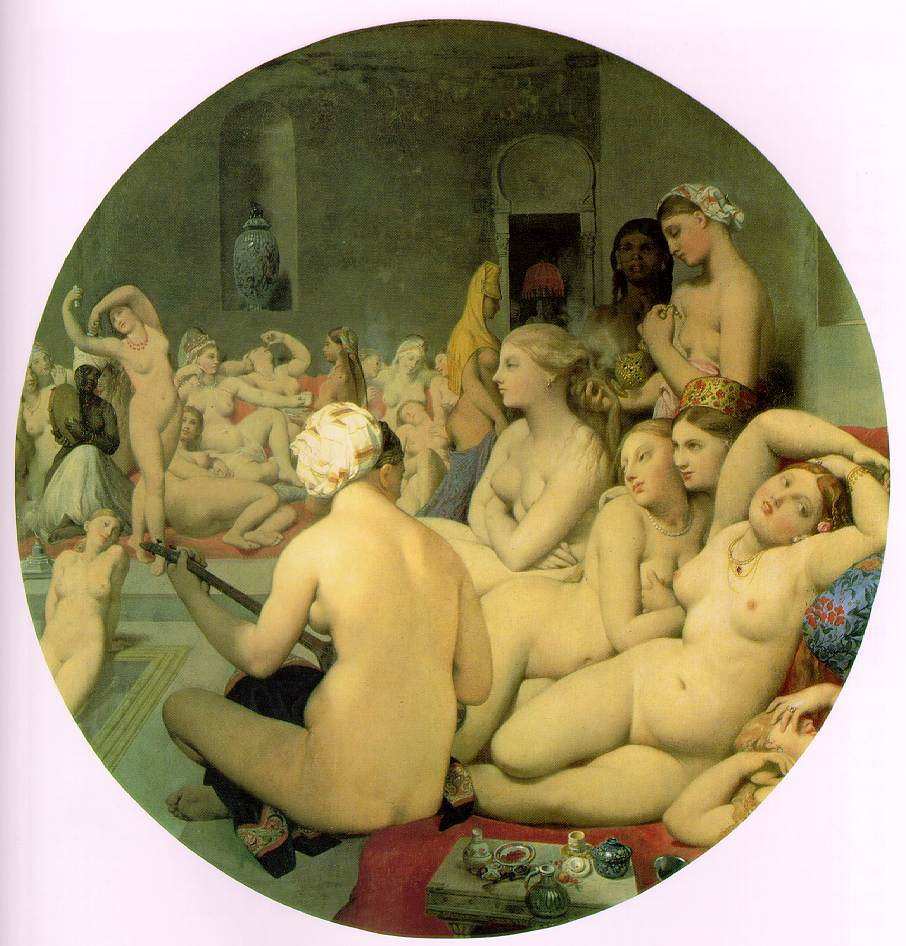
《土耳其浴女》（The Turkish Bath），1862年，收藏於羅浮宮

## 外部連結
维基共享资源上的相關多媒體資源：让·奥古斯特·多米尼克·安格尔